# Kaori Kawanaka
Kaori Kawanaka (japanisch 川中 香緒里, Kawanaka Kaori; * 3. August 1991 in Kotoura) ist eine japanische Bogenschützin.

## Karriere
Kaori Kawanaka gab 2010 ihr internationales Debüt und gewann ihre erste internationale Medaille bei den Asienmeisterschaften 2011 in Teheran, bei denen sie mit der Mannschaft Asienmeisterin wurde. Darüber hinaus qualifizierte sie sich für die Olympischen Spiele 2012 in London. Bei den olympischen Wettbewerben erzielte sie zunächst im Einzel in der Platzierungsrunde 646 Punkte. In der Ausscheidungsrunde scheiterte sie dann jedoch sogleich an der Französin Bérengère Schuh mit 2:6. Mit der Mannschaft gelang ihr nach Siegen über Ukraine (207:192) und Mexiko (219:209) dagegen der Halbfinaleinzug, wo sie gemeinsam mit Ren Hayakawa und Miki Kanie gegen Südkorea mit 206 zu 221 unterlag. Im Duell um die Bronzemedaille setzten sie sich anschließend gegen Russland mit 209 zu 207 durch und schlossen den Wettkampf so auf dem dritten Rang ab. 2014 gewann sie in Taipeh ihren ersten und einzigen Grand Prix.
Ein Jahr darauf vertrat Kawanaka Japan auch erstmals bei den Asienspielen 2014 in Incheon. Im Einzel rückte sie bis ins Viertelfinale vor, in dem sie der Südkoreanerin Jung Dasomi mit 4:6 unterlag. Erfolgreicher verlief dagegen der Mannschaftswettbewerb für sie. Zwar schied Japan gegen die chinesische Mannschaft im Halbfinale aus, gewann dann aber die Begegnung gegen Indien im Duell um den dritten Platz mit 5:4. Bei den Asienspielen 2018 in Jakarta gehörte sie ein weiteres Mal zum japanischen Aufgebot und qualifizierte sich erneut im Einzel für die Ausscheidungsrunde. Sie gewann ihre erste Begegnung, verlor dann aber im Achtelfinale gegen Tan Ya-ting mit 1:7. In der Mannschaftskonkurrenz zog die japanische Mannschaft nach Siegen über Bangladesch und Indonesien wie schon 2014 ins Halbfinale ein, in dem sie diesmal Südkorea mit 2:6 unterlag. Sie sicherten sich im Anschluss aber mit 6:2 gegen China erneut die Bronzemedaille.
Dazwischen, im Jahr 2016, wurde sie zunächst im März bei den Hallenweltmeisterschaften in Ankara mit der Mannschaft Weltmeisterin. Außerdem nahm sie in Rio de Janeiro an ihren zweiten Olympischen Spielen teil. Nach 650 Punkten in der Platzierungsrunde gelang ihr im Einzel in der Ausscheidungsrunde direkt ein Auftaktsieg, schied dann aber bereits in der zweiten Runde gegen die Britin Naomi Folkard mit 0:6 aus. Der Mannschaftswettkampf verlief ebenfalls ohne größere Erfolge. Zwar setzten sich die Japanerinnen in der ersten Runde mit 6:2 gegen die Ukraine durch, im Viertelfinale trafen sie dann aber auf die topgesetzten Südkoreanerinnen, die ihre Favoritenrolle mit einem klaren 5:1-Sieg ausfüllten.